# Маринська сільська рада
Мари́нська сільська́ ра́да — адміністративно-територіальна одиниця та орган місцевого самоврядування в Горностаївському районі Херсонської області. Адміністративний центр — село Маринське.

## Загальні відомості
Маринська сільська рада утворена 15 жовтня 1992 року.
- Територія ради: 51 км²
- Населення ради: 629 осіб (станом на 2001 рік)

## Населені пункти
Сільській раді підпорядковані населені пункти:
- с. Маринське
- с. Вільне

## Склад ради
Рада складалася з 15 депутатів та голови.
- Голова ради: Кривошеєв Василь Аркадійович
- Секретар ради: Щербина Наталя Василівна

### Керівний склад попередніх скликань
| Прізвище, ім'я, по батькові  | Основні відомості                                                         | Дата обрання | Дата звільнення |
| ---------------------------- | ------------------------------------------------------------------------- | ------------ | --------------- |
| Кривошеєв Василь Аркадійович | Сільський голова, 1969 року народження, освіта вища, безпартійний         | 26.03.2006   | 31.10.2010      |
| Кривошеєв Василь Аркадійович | Сільський голова, 1969 року народження, освіта вища, член Партії регіонів | 31.10.2010   |                 |

Примітка: таблиця складена за даними сайту Верховної Ради України

### Депутати
За результатами місцевих виборів 2010 року депутатами ради стали:

#### За суб'єктами висування
| Суб'єкт висування                                       | Кількість обраних депутатів | %    |
| ------------------------------------------------------- | --------------------------- | ---- |
| Партія регіонів                                         | 11                          | 78,6 |
| Соціалістична партія України                            | 2                           | 14,3 |
| Політична партія Всеукраїнське об'єднання «Батьківщина» | 1                           | 7,1  |

#### За округами
| № округу                                                | Прізвище, ім'я, по батькові    | Дата визнання обраним | Освіта  | Партійна приналежність                        | Відомості про обраного депутата                                                    |
| ------------------------------------------------------- | ------------------------------ | --------------------- | ------- | --------------------------------------------- | ---------------------------------------------------------------------------------- |
| Партія регіонів                                         |                                |                       |         |                                               |                                                                                    |
| 1                                                       | Щербина Наталя Василівна       | 02.11.2010            | середня | позапартійна                                  | Маринська сільська рада, секретар                                                  |
| 2                                                       | Пилипюк Микола Васильович      | 02.11.2010            | середня | член Партії регіонів                          | Маринський навчально-виховний комплекс, заступник директора по господарчій частині |
| 3                                                       | Матюк Світлана Василівна       | 02.11.2010            | середня | член Партії регіонів                          | тимчасово не працює                                                                |
| 4                                                       | Мараховець Ірина Олександрівна | 02.11.2010            | середня | член Партії регіонів                          | Мариський навчально-виховний комплекс, бібліотекар                                 |
| 5                                                       | Шеменюк Валерій Миколайович    | 02.11.2010            | середня | член Партії регіонів                          | одноосібник                                                                        |
| 6                                                       | Шашкіна Любов Іванівна         | 02.11.2010            | середня | член Партії регіонів                          | БГСКГ «Водограй», директор                                                         |
| 7                                                       | Пилипчук Ірина Ярославівна     | 02.11.2010            | вища    | член Партії регіонів                          | Маринський навчально-виховний комплекс, вчитель                                    |
| 9                                                       | Іванова Ольга Онисимівна       | 02.11.2010            | середня | член Партії регіонів                          | Маринський фельдшерсько-акушерський пункт, завідувачка                             |
| 11                                                      | Фарина Сергій Васильович       | 02.11.2010            | вища    | позапартійний                                 | одноосібник                                                                        |
| 13                                                      | Рижко Тетяна Петрівна          | 02.11.2010            | середня | позапартійна                                  | тимчасово не працює                                                                |
| 14                                                      | Щербина Юрій Миколайович       | 02.11.2010            | середня | позапартійний                                 | одноосібник                                                                        |
| Політична партія Всеукраїнське об'єднання «Батьківщина» |                                |                       |         |                                               |                                                                                    |
| 12                                                      | Курамшина Людмила Григорівна   | 02.11.2010            | середня | член Всеукраїнського об'єднання «Батьківщина» | Фермерське господарство «Артем», бухгалтер                                         |
| Соціалістична партія України                            |                                |                       |         |                                               |                                                                                    |
| 8                                                       | Горб Антоніна Петрівна         | 02.11.2010            | середня | член Соціалістичної партії України            | пенсіонер                                                                          |
| 10                                                      | Гупалік Надія Олександрівна    | 02.11.2010            | середня | член Соціалістичної партії України            | тимчасово не працює                                                                |

## Населення
За переписом населення України 2001 року в сільській раді мешкало 612 осіб.

### Мова
Розподіл населення за рідною мовою за даними перепису 2001 року:
| Мова       | Відсоток |
| ---------- | -------- |
| українська | 95,55 %  |
| російська  | 4,13 %   |
| болгарська | 0,32 %   |